# Sergei Gennadjewitsch Baschkirow
Sergei Gennadjewitsch Baschkirow (russisch Сергей Геннадьевич Башкиров; * 30. Dezember 1977 in Tscheboksary (Tschuwaschien)) ist ein ehemaliger russischer Biathlet.
Baschkirow ist Lehrer und lebt in Tscheboksary. Biathlon betreibt er seit 1988. Sein internationales Debüt gab er 1997 bei den Juniorenweltmeisterschaften in Forni Avoltri. Im Sprint wurde er Sechster, mit der Staffel gewann er die Bronzemedaille. Sein Weltcupdebüt gab Baschkirow 2001 in Ruhpolding. Im Sprint erreichte er dort den 66. Platz. Höhepunkt der Saison wurde seine Teilnahme an den Europameisterschaften in Haute-Maurienne, wo er sowohl im Einzel als auch im Sprint Fünfter wurde. Anschließend wurde er beim vorolympischen Weltcup in Salt Lake City Zehnter in Einzel und kam hier erstmals unter die Top 10. Der nächste Karrierehöhepunkt war ein Sieg mit der russischen Weltcupstaffel bei einem Mixed-Rennen in Ruhpolding im Jahr 2003. Bei der letzten Station der Weltcupsaison 2002/03 in Östersund erreichte er mit einem vierten Platz im Einzel sein bestes Ergebnis bis heute. Trotzdem konnte er sich nicht auf Dauer in einem starken russischen Team festsetzen und pendelte deswegen immer wieder zwischen Welt- und Europacupteam. In den Jahren 2003 und 2004 gewann er vier Europacuprennen, darunter ein Staffelrennen und wurde zweimal Zweiter. 2003 in Chanty-Mansijsk und 2004 in Oberhof wurde Baschkirow bei Biathlon-Weltmeisterschaften eingesetzt. Vor allem in Oberhof erreichte er als 13. in Sprint und Verfolgung und als 15. im Massenstart gute Platzierungen.

## Biathlon-Weltcup-Platzierungen
Die Tabelle zeigt alle Platzierungen (je nach Austragungsjahr einschließlich Olympische Spiele und Weltmeisterschaften).
- 1.–3. Platz: Anzahl der Podiumsplatzierungen
- Top 10: Anzahl der Platzierungen unter den ersten zehn (einschließlich Podium)
- Punkteränge: Anzahl der Platzierungen innerhalb der Punkteränge (einschließlich Podium und Top 10)
- Starts: Anzahl gelaufener Rennen in der jeweiligen Disziplin

| Platzierung                  | Einzel | Sprint | Verfolgung | Massenstart | Staffel | Gesamt |
| ---------------------------- | ------ | ------ | ---------- | ----------- | ------- | ------ |
| 1. Platz                     |        |        |            |             | 1       | 1      |
| 2. Platz                     |        |        |            |             |         |        |
| 3. Platz                     |        |        |            |             |         |        |
| Top 10                       | 3      | 2      |            |             | 3       | 8      |
| Punkteränge                  | 6      | 5      | 11         | 2           | 3       | 27     |
| Starts                       | 1      | 28     | 19         | 2           | 3       | 53     |
| Stand: nach Saison 2009/2010 |        |        |            |             |         |        |